# ميغيل دوران
ميغيل دوران (بالإسبانية: Miguel Durán)‏ هو سباح إسباني، ولد في 2 سبتمبر 1995 في ألمندراليخو في إسبانيا.

## وصلات خارجية
لم يتم العثور على روابط لمواقع التواصل الاجتماعي.